# Korzeniec (Oblęgorek)
Korzeniec – część wsi Oblęgorek w Polsce położona w województwie świętokrzyskim, w powiecie kieleckim, w gminie Strawczyn.
W latach 1975–1998 Korzeniec administracyjnie należał do województwa kieleckiego.